# Mind Funk
Mind Funk — американський рок-гурт, який складався з учасників Chemical Waste і кількох інших гуртів. Гурт спочатку був відомий як «Mind Fuck», але був змушений Epic Records змінити свою назву. Вони підписали контракт з лейблом Sony/Epic і випустили свій однойменний дебютний альбом в 1991 році.

## Учасники
- Патрік Дюбар — вокал (Uniform Choice)
- Луїс Світек — гітара (M.O.D., Ministry)
- Джон Монте — бас-гітара (M.O.D., Chemical Waste, Human Waste Project, Evil Mothers, Dragpipe)
- Френк Чіампі — бас-гітара
- Шон Джонсон — ударні
- Джейсон Еверман — гітара (Nirvana, Soundgarden)
- Рід Сент-Марк — ударні (Celtic Frost)
- Джейсон Коппола — гітара (Chemical Waste)

## Дискографія
- Touch You (EP, 1991) (Epic)
- «Big House Burning» (Сингл, 1991) (Epic)
- Mind Funk (1991) (Epic)
- Dropped (1993) (Megaforce Records)
- People Who Fell from the Sky (1995) (Music for Nations)